# 마누엘 알무니아
마누엘 알무니아(스페인어: Manuel Almunia Rivero, 1977년 5월 19일~)는 스페인의 전직 축구 선수이다. 심장 문제로 인하여 축구 현역 생활을 은퇴하였다.

## 선수 경력
알무니아는 지난 시즌 아스널의 골키퍼로 최고의 활약을 펼치며 아스널 최고의 골키퍼로 자리매김하였다. 비록 옌스 레만의 후보 선수였지만, 알무니아는 칼링컵과 FA컵에서 최고의 활약을 펼친 바 있다. 그는 칼링컵에서 에버턴 FC와 웨스트 브로미치 앨비언 FC를 맞아 무실점을 기록하였으나, 결승전에선 첼시의 코트디부아르의 공격수인 디디에 드로그바를 막아내는 데 실패해, 팀은 준우승에 그치고 말았다.
선방 능력이 수준급인 그는, 프리미어리그 리버풀 FC전에 병으로 출전하지 못한 레만을 대신해 경기에 선발로 나서 팀의 선전에 공헌하였고, 결국 아스널은 리버풀 FC를 상대로 완승을 거두었다.
한편 아스널 FC의 감독인 아르센 벵거는 알무니아를 잉글랜드 축구 국가대표팀에 발탁할 것을 조언한 적이 있으며, 그 자신도 잉글랜드 대표팀이 팀 합류를 원한다면 거절하기 힘들 것이라는 입장을 나타낸 바 있다.
2011-12 시즌이 끝나고 계약이 만료되었으나 아스널과의 재계약에 실패하고 왓퍼드 FC와 계약하여 이적했다.